# Dalechampia coriacea
Dalechampia coriacea är en törelväxtart som beskrevs av Johann Friedrich Klotzsch och Johannes Müller Argoviensis. Dalechampia coriacea ingår i släktet Dalechampia och familjen törelväxter. Inga underarter finns listade i Catalogue of Life.